# Jaful de pe Baker Street

Ruta bandei catre banca (in seif)

Jaful din Baker Street a fost spargerea unui seif la filiala Baker Street in Lloyds Bank din Londra, în noaptea de 11 septembrie 1971. O bandă a tunelat 40 picioare (12 m) dintr-un magazin închiriat la două uși pentru a veni prin podeaua bolții. Valoarea proprietății furate nu este cunoscută, dar este probabil să fi fost între £1.25 și £3 millioane; doar £231,000 au fost recuperate de poliție. 
Tâlhăria a fost planificată de Anthony Gavin, un criminal de carieră, care s-a inspirat din „ The Red-Headed League ”, o scurtă poveste a lui Arthur Conan Doyle în care Sherlock Holmes așteaptă într-o boltă a băncii pentru a aresta o bandă care s-a tunelat prin podea. Gavin și colegii săi au închiriat Le Sac, un magazin de articole din piele la două uși de la bancă și au tunelat într-un weekend. Interiorul bolții a fost trasat de un membru al bandei, folosind o umbrelă și întinderea brațelor pentru a măsura dimensiunile și amplasarea mobilierului. Inițial, gașca a încercat să folosească un cric pentru a forța o gaură în podeaua bolții și atunci când aceasta a eșuat au folosit o lance termică . Când acest lucru nu a reușit să funcționeze, ei au folosit gelignitul pentru a exploda . Odată ajunși în interior, au golit 268 de seifuri. Gasca a postat o veghe pe un acoperiș din apropiere, care era în contact prin walkie-talkie, iar emisiile lor au fost auzite accidental de Robert Rowlands, un pasionat de radio amator . El a sunat la poliție, care inițial nu l-a luat în serios, așa că a folosit un mic casetofon pentru a face o înregistrare a conversațiilor hoților. A doua oară când a luat legătura cu poliția, au acceptat ceea ce spunea și au început vânătoarea pentru hoți în timp ce intrarea a fost în curs de desfășurare. Au căutat 750 de bănci pe 8 mile (13 km) rază, dar nu a reușit să localizeze gașca. 
Poliția a găsit membrii bandei la scurt timp după întrerupere; unul dintre tâlhari, Benjamin Wolfe, semnase contractul pentru Le Sac în nume propriu, iar informatorii au furnizat informații care au dus la Gavin. La sfârșitul lunii octombrie 1971 poliția i-a arestat pe Wolfe, Gavin, Reg Tucker și Thomas Stephens. Au continuat să caute alți membri ai bandei, inclusiv o femeie, timp de cinci ani, dar nu au mai fost arestați. Gavin, Tucker și Stephens au fost condamnați la doisprezece ani de închisoare; Wolfe a primit o pedeapsă de opt ani, mai puțin decât ceilalți. 
Au existat mai multe zvonuri legate de efracție, inclusiv una, potrivit căreia guvernul a emis un aviz D pentru a cenzura presa; că una dintre casele de siguranță conținea fotografii compromițătoare ale prințesei Margaret și ale actorului și criminalului John Bindon ; și că au fost găsite fotografii ale unui ministru conservator care abuzează de copii. Nu există dovezi care să le susțină și au fost respinse pe scară largă. Unele dintre zvonuri au inspirat povestea pentru filmul din 2008 The Bank Job . Multe dintre lucrările referitoare la spargerea băncii rămân sub embargo la Arhivele Naționale până în ianuarie 2071.